# Wolfgang Lippert
Wolfgang Lippert (Nördlingen, Baviera; 26 de septiembre de 1937-Gröbenzell, Baviera; 20 de junio de 2018) fue un botánico alemán. Su trabajo de investigación es la sociología de las comunidades de plantas alpinas y el régimen de las plantas de montaña de Europa.
Estudió biología, química y geografía. Actualmente es curador de la "División de Plantas vasculares", de la "Colección Botánica del Estado" en Múnich. También fue presidente desde hace muchos años y director de la Sociedad Botánica de Baviera.

## Algunas publicaciones

### Libros
- Lippert, W; D Podlech. 1991a.  Les Fleurs. Ed. Nathan Nature. 256 pp. ISBN 2092784013
- --------, --------. 1991b.  Gran guía de la naturaleza: Plantas del Mediterráneo. Ed. Everest SA.
- --------, --------. 1991c.  Gran guía de la naturaleza: Flores. Ed. Everest SA.
- --------, --------. 1991d.  Plantas Del Mediterráneo. Ed. Everest SA. 256 pp. ISBN 8424126661
- --------, --------. 1994.  Wild Flowers of Britain and Northern Europe (Collins Nature Guide) [Illustrated]. Ed. Collins; edición ilustrada. 256 pp. ISBN 0002199963
- --------, --------. 2002. Blumen. Bestimmen leicht gemacht. Ed. Gräfe & Unzer

## Honores
- Presidente de Honor de la Sociedad Botánica de Baviera
- 22 de julio de 2009: Cruz del Mérito de la República Federal de Alemania

- La abreviatura «Lippert» se emplea para indicar a Wolfgang Lippert como autoridad en la descripción y clasificación científica de los vegetales.[2]